# Kaliumcitrat
Kaliumcitrat ist das Kaliumsalz der Citronensäure. Es ist ein weißes, leicht hygroskopisches, geruchloses Pulver mit leicht salzigem Geschmack. Es wird in der Medizin, der Lebensmitteltechnik sowie in der Pharma- und Kosmetikindustrie eingesetzt.

## Darstellung
Industriell wird Kaliumcitrat aus Citronensäure synthetisiert, welche möglicherweise unter Einsatz gentechnisch veränderter Organismen gewonnen wird. Das gilt insbesondere für Produktionsstandorte außerhalb der EU, wie beispielsweise China. Innerhalb der EU wird Citronensäure GVO-frei produziert und ist für die Verarbeitung in Bio-Produkten zugelassen.

## Verwendung

### Medizin
Kaliumcitrat wird vorwiegend zur Behandlung von Nierensteinen eingesetzt.
Es wird vom Körper nach oraler Zufuhr sehr schnell aufgenommen; ein Übermaß an Kalium- oder Citrationen wird über den Urin wieder ausgeschieden.
Kaliumcitrat ist eine wirksame Vorbeugung gegen Nierensteine aus Harnsäure (eine Begleiterscheinung bei Gicht), Cystin oder Calciumoxalat, wobei das Wirkprinzip bei den organischen Steinen die Alkalisierung des Urins, und bei Oxalat die Erhöhung der Löslichkeit durch Komplexierung ist. Die Wirksamkeit gilt nicht für alle Steinzusammensetzungen. Eine Studie an 500 Patienten mit wiederkehrenden Nierensteinen hat gezeigt, dass sich durch Behandlung mit Kaliumcitrat die durchschnittliche Anzahl an Steinen pro Jahr von zwei auf einen halben reduzieren ließ.
Ähnlich vielen anderen Kaliumsalzen kann Kaliumcitrat Herzrhythmusstörungen verhindern, die durch Kaliummangel im Blut hervorgerufen werden. Außerdem ist für Kaliumcitrat in klinischen Studien nachgewiesen, dass es dem Calciumverlust über die Niere und dem Calciumabbau aus den Knochen entgegenwirkt. So zeigte eine prospektive kontrollierte Interventionsstudie bei 161 postmenopausalen Frauen mit Osteopenie, dass die partielle Neutralisierung einer diätinduzierten Säurebelastung (mittels 30 mmol Kalium aus Kaliumcitrat pro Tag, entspricht 3,24 g Kaliumcitrat) über einen Zeitraum von zwölf Monaten die Knochendichte signifikant erhöhte und die Knochenstruktur deutlich verbesserte. Kaliumcitrat wirkte dabei genauso effektiv wie Raloxifen, ein Östrogen-Rezeptor-Modulator, der bei der Behandlung und Prävention von Osteoporose bei postmenopausalen Frauen eingesetzt wird. Außerdem hat Kaliumcitrat eine blutdrucksenkende Wirkung und reduziert den Blutdruck nachweislich genauso effektiv wie Kaliumchlorid.

### Lebensmitteltechnik
Kaliumcitrat findet als Säuerungsmittel und Säureregulator sowie als Komplexbildner oder Schmelzsalz Verwendung.
Es findet sich oft als Säuerungsmittel in Getränken wie Limonaden oder wird bei der Gelierung mit Pektin eingesetzt.
Es ist in der EU als Lebensmittelzusatzstoff der Nummer E 332 ohne Höchstmengenbeschränkung (quantum satis) für alle Lebensmittel allgemein zugelassen.

## Handelsnamen
- Kalium Verla (D)
- Urocit (CH)